# Why Me? Why Not.
Why Me? Why Not. är det andra soloalbumet av den engelska sångaren och låtskrivaren Liam Gallagher. Albumet släpptes den 20 september 2019 på Warner. Den 12 juni 2019 annonserades det att ett andra studioalbum från Gallagher skulle släppas, som visar upp en råare och hårdare ton som kan jämföras med Oasis ' Dig Out Your Soul från 2008. Singeln "Shockwave" blev en av Gallaghers största solohits, då den blivit 2019 års bästsäljande vinylsingel i Storbritannien, samt hans första topplacering, då den blivit #1 i Skottland.

## Bakgrund och inspelning
Liam Gallagher, före detta frontman för rockbandet Oasis, hade gjort en framgångsrik comeback efter splittringen av hans post-Oasis band Beady Eye, med sin platina-certifierade debut As You Were (2017). Albumet gick upp på plats nummer ett på de brittiska listorna, och sålde bättre än hela topp 10 tillsammans. Albumet uppnådde även guldcertifiering under dess första vecka, samtidigt som det sålde fler exemplar än båda Beady Eye-albumen tillsammans. Dessutom fick det positiva recensioner från kritiker och fans.
Gallagher avslöjade att han hade börjat arbeta med sitt andra album i april 2018 och bekräftade att han igen skulle arbeta med den berömda producenten Greg Kurstin, och även Andrew Wyatt, som båda var inblandade i hans första album. Inspelningen började i april 2018 i Los Angeles och fortsatte sporadiskt fram till den 2 april 2019. På albumet spelar även hans 17 år gamla son Gene bongos på spåret "One of Us". Till skillnad från hans första album har Gallagher varit med och samskrivit alla låtar. 
Albumets namn kommer från två målningar av John Lennon som Gallagher äger. Den första, kallad "Why Me?" köptes av Gallagher från en konstutställning av John Lennon i München, 1997. Den andra, kallad "Why Not" fick Gallagher av Lennons änka Yoko Ono.

## Promotion
Den 30 maj 2019 laddades en 50 sekunders teaservideo upp av Gallagher, som visar honom sitta i en pubträdgård, varav hans nya låt "Shockwave" spelas från en boombox. Låten premiärspelades live på Hackney's Round Chapel i London, och gjordes tillgänglig för streaming den 7 juni, såväl på en fysisk vinylsingel den 12 juni. En andra singel, kallad "The River" släpptes tillsammans med en musikvideo den 27 juni. Låten premiärspelades live på Glastonburyfestivalen den 29 juni.
En dokumentärfilm, Liam Gallagher: As It Was, som berättar om Gallaghers comeback inom musikindustrin, hade premiär den 6 juni, och innehöll en kort snutt av låten "Once". Låten blev omtyckt bland fans, och släpptes den 26 juni som albumets tredje singel. Gallagher sa själv att det var en av de bästa låtar som han någonsin varit del av.
Gallagher spelade ett akustiskt set för MTV Unplugged i Hull City Hall den 3 augusti, då han spelade Oasisklassiker såväl låtar från hans solokarriär. "Once" premiärspelades då live, och nya låtarna "One of Us", "Now That I've Found You", "Why Me? Why Not" och "Gone" spelades för publik för första gången. Oasis gitarrist Paul "Bonehead" Arthurs medverkade på scen under konsertens sista låtar.

## Låtlista
Standardutgåvan av albumet kommer att innehålla 11 spår, och deluxeutgåvan 14. Den slutgiltiga låtlistan avslöjades av Gallagher i ett flertal tweets på Twitter. En exklusiv originaldemo av låten "Once" visas bara i Collector's Edition. 
| 1.  | Shockwave               | Liam Gallagher, Greg Kurstin, Andrew Wyatt | Kurstin | 3:31 |
| 2.  | One of Us               | Gallagher, Wyatt                           |         | 3:25 |
| 3.  | Once                    | Gallagher, Wyatt                           | Wyatt   | 3:33 |
| 4.  | Now That I’ve Found You | Gallagher, Simon Aldred                    |         | 3:20 |
| 5.  | Halo                    | Gallagher, Kurstin, Wyatt                  | Kurstin | 3:58 |
| 6.  | Why Me? Why Not.        | Gallagher, Aldred                          |         | 3:38 |
| 7.  | Be Still                | Gallagher, Kurstin, Wyatt                  | Kurstin | 2:59 |
| 8.  | Alright Now             | Gallagher, Damon McMahon, Wyatt            | Wyatt   | 3:47 |
| 9.  | Meadow                  | Gallagher, Kurstin, Wyatt                  | Kurstin | 4:05 |
| 10. | The River               | Gallagher, Wyatt                           | Wyatt   | 3:26 |
| 11. | Gone                    | Gallagher, Michael Tighe, Wyatt            | Wyatt   | 3:45 |

| 12. | Invisible Sun | Gallagher, Wyatt                         |  | 3:35 |
| 13. | Misunderstood | Gallagher, Aldred                        |  | 4:16 |
| 14. | Glimmer       | Gallagher, Tighe, Wyatt, Constantin Veis |  | 3:41 |